# El perfume (película)
Perfume: The Story of a Murderer (titulada El perfume: historia de un asesino en España y Perfume: la historia de un asesino en Hispanoamérica) es una película dramática de coproducción entre Alemania, España y Francia dirigida por Tom Tykwer y estrenada en el año 2006. La cinta se basa en la novela homónima de Patrick Süskind y está protagonizada por Ben Whishaw, Dustin Hoffman, Alan Rickman, Rachel Hurd-Wood y Karoline Herfurth.

## Argumento
Ambientada en Francia en el siglo XVIII, la historia empieza con la sentencia a muerte de Jean-Baptiste Grenouille (Ben Whishaw), un asesino en serie al que llevan de su calabozo al balcón del Palacio de Justicia, donde es abucheado por el pueblo. Entre la lectura de la sentencia y la ejecución, se cuenta la historia de su vida en forma de racconto, empezando cuando lo abandonaron justo después de nacer. 
Jean-Baptiste Grenouille nace el 17 de julio de 1738 en el mercado donde su madre vende pescado: cuando da a luz, la mujer lo abandona sobre unos restos de pescado sin preocuparse por él, ya que piensa que ha nacido muerto, al igual que sus otros hijos. Pero el bebé empieza a llorar delante de un cliente; la madre es acusada de querer asesinar a su bebé (infanticidio) y es ejecutada en la horca.
Jean-Baptiste es trasladado al orfanato de la anciana Madame Gaillard, donde crece y se convierte en un niño solitario con un sentido sobrehumano del olfato. Cuando cumple trece años, Madame Gaillard lo vende al curtidor Grimal para que trabaje para él como aprendiz; inmediatamente después de la venta, la anciana es asaltada y asesinada por dos ladrones.
Grenouille crece hasta llegar a la madurez como aprendiz de curtidor. Un día, Grimal le encarga su primera entrega en París; en la ciudad, el joven descubre un mundo de olores nuevos, entre los que destaca el de una bella joven pelirroja (Karoline Herfurth) que vende ciruelas y a la que sobresalta con su comportamiento. Para prevenir que grite, cubre la boca de la chica y, sin intención, la asfixia. Después de darse cuenta de que ella está muerta, desnuda su cadáver y la huele hasta que la fragancia desaparece, la esencia de la joven ha desaparecido. Más tarde, Grimal lo golpea salvajemente por haber tardado en volver.
Posteriormente, Grenouille es enviado a hacer otra entrega en la perfumería de Giuseppe Baldini (Dustin Hoffman), un perfumista italiano exitoso en el pasado y fracasado en el presente. Grenouille sorprende a Baldini con su gran habilidad para crear fragancias y revitaliza la carrera del perfumista con nuevas fórmulas a condición de que Baldini le enseñe su arte. Poco después, Baldini va a ver a Grimal para comprar a Grenouille; esa misma noche, Grimal se emborracha y muere al caer y ahogarse en el río Sena.
Baldini explica que todos los perfumes son armonías de doce fragancias individuales, a los que se les añadiría una decimotercera fragancia desconocida, historia referida en una leyenda. Cuando Grenouille descubre que el método de destilación de Baldini no captura la fragancia de todos los objetos, tales como cadenas de hierro y animales muertos, se desilusiona, ante lo que el italiano le habla de un método diferente en la ciudad de Grasse, en el sur de Francia. Después de recibir una carta de presentación escrita por Baldini y dejarle a éste cien recetas de perfumes, Grenouille se marcha. Inmediatamente después, la vieja casa de Baldini se derrumba, y él y su esposa mueren aplastados.
En su camino a Grasse, Grenouille descubre que no tiene un olor propio, y por lo tanto, no tiene identidad, así que decide probar su valía creando el perfume perfecto. Ya cerca de la ciudad, Grenouille capta la fragancia de la hermosísima joven Laura Richis (Rachel Hurd-Wood), hija del rico Antoine Richis (Alan Rickman) y decide que ella sería su «decimotercera fragancia», el elemento esencial de su perfume perfecto. 
Grenouille encuentra un trabajo en Grasse bajo las órdenes de Madame Arnulfi (Corinna Harfouch) y su amante Dominique Druot (Paul Berrondo), ayudando con perfumes y aprendiendo el método de la maceración o fleurage. Para poner a prueba el método, Grenouille asesina a una recolectora de lavandas e intenta extraer su fragancia usando el método de maceración caliente, pero falla. Posteriormente, intenta el método de maceración fría con una prostituta envolviéndola en tela y empapándola en grasa animal, y logra preservar con éxito la fragancia de la mujer. 
A partir de ese momento, Grenouille se embarca en una rutina asesina, matando muchachas vírgenes de toda condición social para capturar su fragancia. Después de preservar las doce primeras fragancias, Grenouille planea su ataque a Laura. Entre el pánico general, se anuncia que un hombre ha sido detenido por los asesinatos, pero Antoine Richis se muestra escéptico, pues el detenido afirma haber violado a las víctimas, pero todas salvo la prostituta murieron vírgenes y además éste había confesado bajo tortura). Antoine Richis escapa de Grenouille yéndose de la ciudad con su hija Laura. Sin embargo, Grenouille logra seguirlos hasta una posada rastreando el olor de la joven; a la mañana siguiente, Laura aparece muerta en su cama.
Los soldados capturan a Grenouille poco después de que éste termina su perfume. El día de su ejecución, Grenouille aplica una gota del perfume sobre sí mismo y sobre un pañuelo que arroja a la multitud. Todos enmudecen ante la belleza de la fragancia del perfume y declaran a Grenouille inocente antes de caer en una orgía masiva. Richis, también abrumado por la fragancia, perdona a Grenouille el haber asesinado a su hija Laura y lo abraza como a un hijo.
Al día siguiente, el pueblo despierta y tras ver que atentaron contra su propia moral, deciden olvidar lo sucedido y culpar a Druot de los crímenes, ya que en su patio se habían encontrado enterrados la ropa y los cabellos de las víctimas. Grenouille se marcha de Grasse ileso y con suficiente perfume como para dominar el mundo, pero descubre que eso no le permitiría amar o ser amado como una persona normal.
Desencantado por su infructuosa búsqueda y cansado de su vida, Grenouille regresa a París el 25 de junio de 1767, con veintiocho años de edad. Al llegar al mercado donde nació, Grenouille deja caer todo el frasco de perfume sobre su cabeza. Embriagados por la fragancia y creyendo que Grenouille es un ángel, una multitud de pordioseros y prostitutas lo devoran. Al día siguiente, todo lo que queda de él es su ropa y el frasco vacío, del que cae una última gota de perfume, la creación de su vida, el motivo de las atrocidades que cometió.

## Reparto principal
- Ben Whishaw  como Jean-Baptiste Grenouille.
- Dustin Hoffman como Giuseppe Baldini.
- Alan Rickman como Antoine Richis.
- Rachel Hurd-Wood como Laura Richis.
- Karoline Herfurth como Vendedora de ciruelas.
- Sian Thomas como Madame Gaillard.
- Francesc Albiol como Oficial de la Corte.
- Simon Chandler como Alcalde de Grasse.
- David Calder como Obispo de Grasse.
- Richard Felix como Jefe del Magistrado.
- Álvaro Roque como Grenouille a los 5 años.
- Franck Lefeuvre como Grenouille a los 13 años.
- John Hurt como Narrador (versión en inglés).

## Emisión
| País                 | Emisora         | Título                              | Observación                | Estreno                            |
| -------------------- | --------------- | ----------------------------------- | -------------------------- | ---------------------------------- |
| Argentina            | Cinemax         | El perfume: historia de un asesino  | En español (doblada)       | Miércoles 17 de enero de 2007      |
| Argentina            | MGM (1999-2014) | Perfume: la historia de un asesino  | En español (subtitulada)   | Sábado 13 de enero de 2007         |
| Argentina            | AMC             | El perfume: historia de un asesino  | En español (doblada)       | Jueves 30 de octubre de 2014       |
| Bolivia              | MGM (1999-2014) | Perfume: la historia de un asesino  | En español (subtitulada)   | Sábado 13 de enero de 2007         |
| Bolivia              | AMC             | El perfume: historia de un asesino  | En español (doblada)       | Jueves 30 de octubre de 2014       |
| Brasil               | Cinemax         | Perfume: A História de um Assassino | En portugués (doblada)     | Miércoles 17 de enero de 2007      |
| Brasil               | MGM (1999-2014) | Perfume: A História de um Assassino | En portugués (subtitulada) | Sábado 13 de enero de 2007         |
| Brasil               | AMC             | Perfume: A História de um Assassino | En portugués (doblada)     | Jueves 30 de octubre de 2014       |
| Chile                | Cinemax         | El perfume: historia de un asesino  | En español (doblada)       | Sábado 12 de febrero de 2011       |
| Chile                | MGM (1999-2014) | Perfume: la historia de un asesino  | En español (subtitulada)   | Sábado 13 de enero de 2007         |
| Chile                | AMC             | El perfume: historia de un asesino  | En español (doblada)       | Jueves 30 de octubre de 2014       |
| Colombia             | Cinemax         | El perfume: historia de un asesino  | En español (doblada)       | Sábado 12 de febrero de 2011       |
| Colombia             | MGM (1999-2014) | Perfume: la historia de un asesino  | En español (subtitulada)   | Sábado 13 de enero de 2007         |
| Colombia             | AMC             | El perfume: historia de un asesino  | En español (doblada)       | Jueves 30 de octubre de 2014       |
| Costa Rica           | Cinemax         | El perfume: historia de un asesino  | En español (doblada)       | Sábado 12 de febrero de 2011       |
| Costa Rica           | MGM (1999-2014) | Perfume: la historia de un asesino  | En español (subtitulada)   | Sábado 13 de enero de 2007         |
| Costa Rica           | AMC             | El perfume: historia de un asesino  | En español (doblada)       | Jueves 30 de octubre de 2014       |
| Ecuador              | Cinemax         | El perfume: historia de un asesino  | En español (doblada)       | Sábado 12 de febrero de 2011       |
| Ecuador              | MGM (1999-2014) | Perfume: la historia de un asesino  | En español (subtitulada)   | Sábado 13 de enero de 2007         |
| Ecuador              | AMC             | El perfume: historia de un asesino  | En español (doblada)       | Jueves 30 de octubre de 2014       |
| El Salvador          | Cinemax         | El perfume: historia de un asesino  | En español (doblada)       | Sábado 12 de febrero de 2011       |
| El Salvador          | MGM (1999-2014) | Perfume: la historia de un asesino  | En español (subtitulada)   | Sábado 13 de enero de 2007         |
| El Salvador          | AMC             | El perfume: historia de un asesino  | En español (doblada)       | Jueves 30 de octubre de 2014       |
| Guatemala            | MGM (1999-2014) | Perfume: la historia de un asesino  | En español (subtitulada)   | Sábado 13 de enero de 2007         |
| Guatemala            | AMC             | El perfume: historia de un asesino  | En español (doblada)       | Jueves 30 de octubre de 2014       |
| Honduras             | Cinemax         | El perfume: historia de un asesino  | En español (doblada)       | Sábado 12 de febrero de 2011       |
| Honduras             | MGM (1999-2014) | Perfume: la historia de un asesino  | En español (subtitulada)   | Sábado 13 de enero de 2007         |
| Honduras             | AMC             | El perfume: historia de un asesino  | En español (doblada)       | Jueves 30 de octubre de 2014       |
| México               | Cinemax         | El perfume: historia de un asesino  | En español (doblada)       | Sábado 12 de febrero de 2011       |
| México               | MGM (1999-2014) | Perfume: la historia de un asesino  | En español (subtitulada)   | Sábado 13 de enero de 2007         |
| México               | Golden          | El perfume: historia de un asesino  | En español (subtitulada)   | Martes 19 de diciembre de 2006     |
| México               | Pánico          | Perfume: la historia de un asesino  | En español (subtitulada)   | Domingo 27 de noviembre de 2011    |
| México               | Platino         | Perfume: la historia de un asesino  | En español (subtitulada)   | Miércoles 24 de septiembre de 2014 |
| México               | AMC             | El perfume: historia de un asesino  | En español (doblada)       | Jueves 30 de octubre de 2014       |
| Nicaragua            | MGM (1999-2014) | Perfume: la historia de un asesino  | En español (subtitulada)   | 13 de enero de 2007                |
| Nicaragua            | AMC             | El perfume: historia de un asesino  | En español (doblada)       | Jueves 30 de octubre de 2014       |
| Panamá               | MGM (1999-2014) | Perfume: la historia de un asesino  | En español (subtitulada)   | 13 de enero de 2007                |
| Panamá               | AMC             | El perfume: historia de un asesino  | En español (doblada)       | Jueves 30 de octubre de 2014       |
| Paraguay             | Cinemax         | El perfume: historia de un asesino  | En español (doblada)       | Sábado 12 de febrero de 2011       |
| Perú                 | MGM (1999-2014) | Perfume: la historia de un asesino  | En español (subtitulada)   | 13 de enero de 2007                |
| Perú                 | AMC             | El perfume: historia de un asesino  | En español (doblada)       | Jueves 30 de octubre de 2014       |
| República Dominicana | Cinemax         | El perfume: historia de un asesino  | En español (doblada)       | Sábado 12 de febrero de 2011       |
| República Dominicana | MGM (1999-2014) | Perfume: la historia de un asesino  | En español (subtitulada)   | Sábado 13 de enero de 2007         |
| República Dominicana | AMC             | El perfume: historia de un asesino  | En español (doblada)       | Jueves 30 de octubre de 2014       |
| Uruguay              | Cinemax         | El perfume: historia de un asesino  | En español (doblada)       | Miércoles 17 de enero de 2007      |
| Venezuela            | Cinemax         | El perfume: historia de un asesino  | En español (doblada)       | Sábado 12 de febrero de 2011       |
| Venezuela            | MGM (1999-2014) | Perfume: la historia de un asesino  | En español (subtitulada)   | Sábado 13 de enero de 2007         |
| Venezuela            | AMC             | El perfume: historia de un asesino  | En español (doblada)       | Jueves 30 de octubre de 2014       |

## Producción

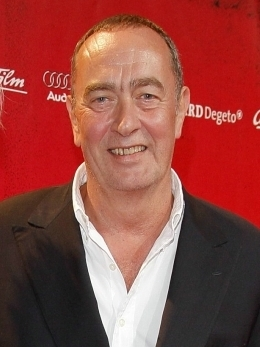
Al productor Bernd Eichinger le fueron negados los derechos para realizar una película cuando primero trató de obtenerlos en el año 1985.

### Desarrollo
El perfume: historia de un asesino se basa en la novela del mismo nombre de 1985 del escritor alemán Patrick Süskind (Das Parfum – Die Geschichte eines Mörders), la cual ha vendido más de 15 millones de copias en todo el mundo. Según informes, Süskind pensaba que solo Stanley Kubrick (fallecido en 1999) o Miloš Forman podían hacerle justicia al libro, y se negó a dejar que nadie más hiciera la adaptación de la película. Aparentemente, el propio Kubrick declinó realizarla por considerar que era imposible de filmar.  Bernd Eichinger, productor de cine, leyó la novela cuando se publicó por primera vez y de inmediato se acercó a Süskind, que también era amigo suyo, para obtener los derechos para realizar la película. Sin embargo, Süskind se negó. En 2000, Süskind cedió y vendió los derechos a Eichinger. Eichinger tuvo que sacar un préstamo personal, porque el consejo de administración de Constantin Film se negó a aprobar el precio de venta. Nunca trascendió el monto real de la transacción, pero se rumorea que pagaron alrededor de 10 millones de euros para obtener los derechos de la película. Es destacable mencionar que el autor del libro no tuvo ninguna participación en el proyecto cinematográfico.
Eichinger y el guionista Andrew Birkin empezaron a escribir un proyecto de guion. Eichinger dijo que su mayor problema era crear un relato: "El personaje principal no se expresa; un novelista puede utilizar la narrativa para compensarlo, pero esto no es posible en una película. El público en general sólo puede hacerse una idea de un personaje si el personaje habla". Eichinger añadió: "Con este tipo de material es especialmente importante para un director participar en el guion". Eichinger se reunió durante dos años en Estados Unidos con varios directores, incluyendo Ridley Scott, Tim Burton y Julian Schnabel, pero consideró que solo Tom Tykwer estaba realmente en sintonía con el material, y quien además era del país. En 2003, Tykwer fue invitado a unirse a Eichinger y Birkin en la adaptación de la novela. El guion pasó por más de 20 revisiones para llegar al definitivo guion de rodaje. Los tres escritores trabajaron duro para crear una adaptación fiel que capturó la atmósfera y el clima de la novela, y sin embargo, al mismo tiempo, para tener una perspectiva específica e individual, en términos de la historia sobre el personaje principal.
La película tuvo un presupuesto de producción de € 50 millones (U$D 63,7 millones), por lo que es una de las películas de producción alemana más caras en la historia. La película fue financiada por Constantin Film, de la que Eichinger fue el exdirector general, propiedad de la multimillonaria empresaria Gisela Oeri y Medienfonds VIP. La cinta fue la primera inversión de Oeri en una película y en la que también sirvió como coproductora. La película recibió € 200.000 en la financiación de la Junta Federal Alemana de Cine (FFA), fundación que actuó en conjunto con fondos franceses. Eurimages le concedió también a la película € 600.000 para la cofinanciación de producción. En total, la película recibió € 400.000 en fondos de la Junta Federal Alemana de Cine. La cinta también recibió financiamiento para la producción de € 1,6 millones por Film Fernseh Fonds Bayern, € 1 millón de la Junta Federal Alemana de Cine y € 750.000 de Filmstiftung NRW.
Finalmente, la película recibió financiamiento para la distribución por € 205.000 de Film Fernseh Fonds Bayern, € 180.000 de la Junta Federal Alemana de Cine y € 150.000 del Fondo del Banco de Baviera.
Un aspecto negativo ocurrió cuando Andreas Schmid, consejero delegado de Medienfonds VIP y uno de los productores ejecutivos de la película, fue arrestado en octubre de 2005 bajo sospecha de fraude y evasión de impuestos. La investigación resultante reveló algunas irregularidades en la financiación de la película. De acuerdo a los documentos, Schmid presentó a las autoridades fiscales que VIP invirtió € 25 millones en la película. Sin embargo, según los libros de Constantin Film, VIP solo puso € 4,1 millones. Del resto de los € 25 millones en intereses a cobrar en bancos, el banco garantizó seguridad y se utilizó para pagar a los inversionistas por su participación en los ingresos de la película. Como VIP reclamó la totalidad de los € 25 millones para producir la película, sus inversores también tuvieron la oportunidad de cancelar toda su contribución sobre el impuesto que les correspondía. La cinta también recibió € 700.000 en subvenciones estatales de Filmstiftung NRW basado en la figura de € 4.100.000.
A pesar de todo los oscuros manejos de los fondos nunca se esclarecieron de conformidad al Gobierno de Alemania, y en noviembre de 2007, Schmid fue encontrado culpable de múltiples cargos de evasión de impuestos y luego condenado a seis años de prisión. Él ya había cumplido más de dos años en la cárcel desde su detención.

### Diferencias con el libro
- La madre de Jean-Baptiste Grenouille en la novela muere decapitada. En la película muere ahorcada.
- A diferencia del libro, en la película cuando Grenouille es recibido por Madame Gaillard no se menciona el previo rechazo de las nodrizas al niño.
- En la película cuando Madame Gaillard prescinde de Grenouille por falta de dinero no se menciona el temor de la mujer creyendo que él es vidente.
- En la película Madame Gaillard muere asesinada inmediatamente después de vender a Grenouille, en el libro vive muchos años, pierde su fortuna por la guerra y fallece en el mismo hospital en que falleció su esposo.
- A diferencia del libro, el extenuante trabajo de Grenouille como curtidor no afecta su aspecto físico.
- En la película, cuando Grenouille se confina en una cueva por siete años no se menciona durante ese lapso la Guerra de los Siete Años.[18]
- En el libro, Grenouille va al sur de París argumentando haber estado preso por bandidos y el marqués de la Taillade-Espinasse toma a Grenouille bajo su protección, donde es desintoxicado, lavado y afeitado hasta quedar como un caballero y a su vez crea su propio perfume que despierta admiración de la gente. En la película esto no pasa.[19]
- En el libro, cuando Grenouille aprende la maceración como método para fabricar perfumes mata a un cachorro cuando pone en práctica lo aprendido. En la película pese a que hay un cachorro, Grenouille no lo mata sino que lo usa para probar el olor destilado de una prostituta que él (Grenouille) mata de un golpe en la cabeza antes de hacerle la maceración.[20]
- En el libro, a Grenouille lo arrestan poco días después de haber asesinado a Laura Richis gracias a la descripción del posadero. En la película el posadero jamás lo vio.[18]

### Reparto
Aunque El perfume es una película esencialmente franco-alemana, los personajes principales recayeron en gran medida en actores austriacos, británicos, españoles y estadounidenses. La mayoría de los actores secundarios de soporte son de origen francés.
El rodaje estaba previsto para comenzar en el tercer trimestre de 2004, pero los realizadores tuvieron problemas para encontrar el actor adecuado para desempeñar el rol protagonista principal de Jean-Baptiste Grenouille. La búsqueda para encontrar un actor para interpretarlo tomó casi un año.  La agente de casting Michelle Guish sugirió al desconocido actor inglés Ben Whishaw. Tykwer fue a verlo actuar como Hamlet en una obra producción de Trevor Nunn. Tykwer inmediatamente sintió que había encontrado al actor para el papel. Hicieron una prueba y en seguida convenció también a Eichinger del potencial de Whishaw. Eichinger describió a Whishaw como la encarnación de ambos, "el ángel inocente y el asesino". En cuanto a su búsqueda para encontrar a un actor, Tykwer dijo que "en realidad sólo parecía posible elegir a alguien para este papel que era completamente desconocido. Podría además decir un 'nadie' que puede llegar a ser un 'alguien', porque eso es de lo que trata la historia también".
Cuando llegó el momento de elegir el papel de Giuseppe Baldini (el perfumista y segundo intérprete principal), el personaje que enseña a Grenouille cómo capturar los olores y crear un perfume, Tykwer inmediatamente pensó en Dustin Hoffman. "Cuando me hice cargo de este proyecto supe de inmediato que no había nadie mejor que Hoffman para interpretar a Baldini", dijo Tykwer. Hoffman había querido trabajar con Tykwer desde que vio Corre, Lola, corre y Tykwer siempre había querido tener a Hoffman en una de sus cintas. Hoffman y Whishaw tuvieron una semana de ensayos y un curso intensivo en elecciones de perfume antes del comienzo del rodaje. Las escenas entre ambos actores recibieron disparos en secuencia, lo que les permite seguir la progresión natural de los personajes en su relación.
El actor y director teatral inglés Alan Rickman fue la primera elección de Tykwer para el personaje de Antoine Richis y el papel no se le ofreció a nadie más.
Tykwer y Eichinger miraron cientos de videos de las audiciones para encontrar a la actriz adecuada para el papel de la hija de Antoine, Laura Richis. Tykwer cree haber encontrado a la actriz a la derecha en una cinta con 15 actrices, pero no podía recordar exactamente qué fue lo que le gustaba. Eichinger miró a través de la cinta y encontró lo que pensaba que era una persona adecuada. Resultó que ambos hombres habían elegido la misma actriz, la inglesa Rachel Hurd-Wood. Tykwer se fue a Londres personalmente con su elenco. Una nueva cinta fue grabada y se le dio el papel.
No se encontró una actriz adecuada para el breve pero reiterado papel de la chica que vende ciruelas ni en Inglaterra o en los Estados Unidos, así que Tykwer decidió buscar actrices en Alemania. La elegida fue la berlinesa Karoline Herfurth, quien ya había trabajado dos veces con Tykwer, así que le pidieron que hiciera una prueba de pantalla con Whishaw, en el vestuario. Herfurth le demostró a Tykwer su capacidad y su papel se expandió más de lo previsto, básicamente a través de flashbacks.
Tampoco se encontraron cuatro actores adecuados para los papeles de la madre de Grenouille, Dominique Drout, Lucien y el Marqués de Montesquieu. El director francés Jean-Jacques Annaud se fue a Austria para elegir a la actriz Brigit Minichmayr, a España para encontrar a los actores Paul Berrondo y Ramón Pujol y a Gran Bretaña para buscar a Harris Gordon, quienes ya habían trabajado con el director alemán Tom Tykwer, pidiéndoles que hicieran una prueba de pantalla con los protagonistas de los países locales a los que se encuentran en Alemania, Austria, Francia, Marruecos y Reino Unido, respectivamente.  
Se utilizaron un total de 5.200 extras para la película, a veces con cerca de mil a la vez. La escena de la orgía en el clímax de la película requirió 750 extras al mismo tiempo. Para lograr el realismo necesario se utilizaron 50 actores claves con el grupo de danza y teatro catalán La Fura dels Baus y 100 relativamente experimentados talentos que formaron el núcleo de la multitud. Los restantes 600 extras se organizaron en torno a este grupo de 150 artistas.

### Diseño
Para ayudar a definir el estilo de la película los responsables del proyecto vieron otras cintas de época como Sleepy Hollow , Amadeus, Oliver Twist, Barry Lyndon,  Desde el infierno, El hombre elefante, Drácula, El pacto de los lobos, El conde de Montecristo, Vidocq, Les Misérables e incluso la contemporánea Los fantasmas de Goya.
El fotógrafo Frank Griebe dijo que de todas las películas que vieron y que habían recibido alguna filmación en el lugar, ninguna de ellas realmente tenían la tierra y la arena de la ciudad que deseaban para El perfume. "Necesitábamos una ciudad sucia para conseguir la sensación real de los olores de la misma", dijo Griebe. Tykwer quiso recrear el París del siglo XVIII, visto a través de los ojos de la clase baja como Grenouille y dijo que quiso rodar la película "como si fuésemos arrojados a una máquina del tiempo con una cámara".
Tykwer describe la película como que tiene "claramente una oscura estética", debido tanto a la falta de iluminación adecuada en el período de tiempo de la película y a la naturaleza de su historia. El cineasta se inspiró en los pintores que se especializaron en la oscuridad con pocas fuentes de la luz como Caravaggio, Joseph Wright de Derby y Rembrandt. La película comienza con una paleta monocromática de colores fríos, y a medida que Grenouille descubre más olores, la paleta se calienta y se expande. En las escenas donde Grenouille se va de París por primera vez, los realizadores sutilmente agregaron más colores de gran alcance en los decorados, vestuario, utilería y la iluminación para representar la experiencia de Grenouille de los nuevos olores. 
Uno de los principales retos de hacer la película era transmitir los olores y el mundo de los aromas con las experiencias de Grenouille. Tykwer dijo que para él la cinta "era mucho más una película sobre la importancia del olfato en nuestra vida que una película que trata de ser mal olor". Los realizadores se esforzaron para transmitir el olor visualmente sin el uso de colores o efectos especiales; Griebe dice: "la gente ve el mercado de pescado al máximo, con sangre de pescado crudo, y ellos saben que apesta, ven un campo de lavanda y saben que huele de maravilla. Mostramos a Grenouille teniendo olores de cata con la nariz, y al hacerlo con fotos de su nariz, y eso es todo". 
Pierre-Yves Gayraud, la diseñadora de vestuario de la película, pasó 15 semanas investigando la moda del siglo XVIII. La producción de más de 1400 trajes, además de la preparación de los zapatos, sombreros y otros accesorios se terminaron en los tres meses de talleres en los alrededores de Bucarest, en Rumanía. El departamento de vestuario tuvo que hacer la ropa desgastada y sucia. Además, los actores estaban obligados a llevar el vestuario y más o menos vivir con la ropa puesta antes de filmar, con la finalidad de que se viera usada. Al personaje de Grenouille no se le dio ninguna ropa blanca y llevaba en exceso prendas de vestir azuladas en la mayor parte de la película, esto porque los cineastas querían representarlo como una sombra y un camaleón. En lugar de vestir el personaje de Laura con el colorido vestido regional que era la tradición de la época, estaba vestida con tonos menos vivos que los de una doncella de París para resaltar sus aspiraciones sociales, así como su pelo rojo.

### Filmación
La filmación fue sumamente compleja y requirió semanas de planificación y pruebas previas, antes de iniciar las primeras tomas. Aunque parezca algo insólito para el espectador, en realidad la cinta tuvo muy pocas escenas rodadas en Francia.
En vista de que los cineastas necesitaban realizar una escenografía del siglo XVIII francés para mostrar la configuración urbana original de París, para el rodaje de la película era muy poco probable debido a la amplia modernización de la ciudad en el siglo XIX (llamada transformación de París durante el Segundo Imperio), lo que la hacía poco viable y un proyecto muy costoso.
Por lo tanto, Croacia fue considerada inicialmente como una buena alternativa debido a su paisaje terroso y prístinas ciudades del Viejo Mundo, pero a pesar de que el precio era el correcto, la distancia entre los lugares demostró ser desventajosa. Al final, los realizadores optaron por filmar la mayor parte de la película en España que, aunque era un país más caro que Croacia, ofrecía lugares que estaban más cerca entre sí. 
El rodaje comenzó el 12 de julio de 2005 y concluyó el 16 de octubre de 2005. Los primeros 15 días se gastaron por completo en el escenario más grande de Bavaria Film Studios de Múnich, con el rodaje de la escena con Baldini y Grenouille en el antiguo taller. Todas las escenas con Hoffman se completaron en los primeros once días.

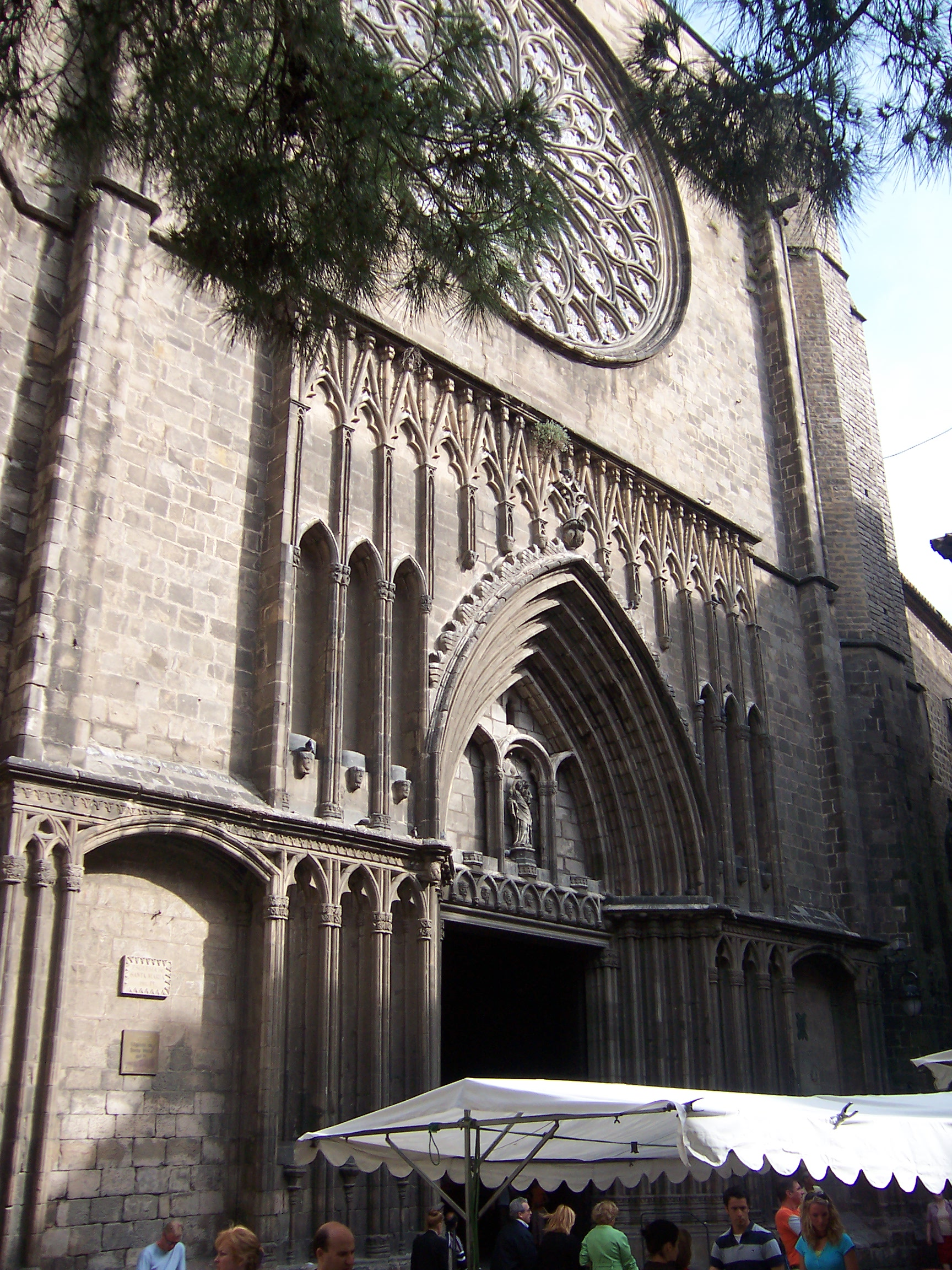
Basílica de Santa María del Pi, Barcelona, donde se filmaron algunos exteriores.

La mayoría de las escenas restantes fueron filmadas en España, concretamente en Barcelona, Gerona y Figueras. Las calles de Barcelona hicieron las veces de las de París. El Barrio Gótico en el Distrito de Ciutat Vella, centro de la ciudad histórica de Barcelona, se convirtió en un mercado de pescado de París. El Pueblo Español, un museo al aire libre en esa ciudad catalana, fue el lugar de la extensa escena de la orgía del clímax. Para crear un aspecto sucio auténtico, el reparto de la película incluyó una "unidad de la suciedad" de alrededor de 60 personas cuyo trabajo consistía en distribuir los detritos de la ciudad. Dos toneladas y media de peces y toneladas de carne fueron dispersadas en El Barrio.
Varios paisajes de montaña y escenas boscosas fueron filmados en los alrededores de Gerona. La ciudad también proporcionó la ubicación de la casa y el estudio de la señora Arnulfi.
El austero Castillo de San Fernando de Figueras fue el lugar de la curtiduría, las puertas de la ciudad de París y de la mazmorra en que Grenouille es encarcelado. La cueva en la que Grenouille descubre que no tiene olor se encuentra también en Figueras.
Algunas fotografías de paisajes, incluidos los utilizados como campos de lavanda de Grasse, fueron filmadas en Provenza, Francia, a finales de junio de 2005, antes de que comenzara la fotografía principal.
El director de fotografía de la cinta fue Frank Griebe, quien ya había trabajado en todas las películas de Tykwer.

### Posproducción
La posproducción se llevó a cabo en Múnich y requirió nueve meses para concluirse, terminando en el tercer trimestre de 2006. El editor de cine Alex Berner estuvo presente en todos los lugares de filmación y estaba en el set con Tykwer. Berner también cortó las copias sin editar mientras el rodaje avanzaba lo que, según Tykwer, salvó mucho tiempo después. Tykwer dijo que tenían que trabajar de esta manera debido a la apretada programación de la película (las fechas de lanzamiento europeo ya habían sido replanteadas).
En todas las noches de la filmación, Tykwer y Griebe tomaban capturas de pantalla de las copias sin editar y escribían notas para el laboratorio de cine sobre el tipo de tono y la paleta que querían, y el nivel de brillo y contraste que deseaban para las impresiones. Un intermedio digital se utilizó para la película. Unos tres meses se gastaron en la clasificación de la película. Las herramientas de clasificación digital se utilizaron para mejorar el color de los campos de lavanda, porque el equipo de la película había llegado una semana antes y las flores no estaban en plena floración. En la escena en la que Grenouille asesina a la vendedora de ciruelas, se utilizó una coloración selectiva para tomar el tono de palidez de carne muerta, desde su color natural a un color blanco pálido.
Los efectos visuales de trabajo, de los cuales había unos 250 logrados, se llevaron a cabo por Universal Production Partners en Praga. Gran parte del trabajo de efectos visuales de la película consistieron en correcciones menores de imágenes generadas por computadora, tales como eliminación de alambres, la manipulación de la multitud y las extensiones del escenario. Los modelos a escala se utilizaron para crear los planos del puente sobre el río Sena, con casas en él.

## Música
Al igual que con todas las películas de Tykwer desde 1997 con Wintersleepers, la partitura musical de El perfume fue compuesta por Tom Tykwer y dos de sus amigos músicos, Johnny Klimek y Reinhold Heil. La música fue realizada por la Orquesta Filarmónica de Berlín bajo la dirección de orquesta de Simon Rattle. Tykwer empezó a componer la partitura con Klimek y Heil el mismo día en que comenzó a trabajar en el guion. Tykwer dijo: "Siento que sé mucho sobre la estructura y motivaciones de cada personaje cuando escribo el guion, pero realmente entiendo la atmósfera y las emociones y la parte más abstracta de la película cuando escucho la música, y cuando la planificamos. Me ayuda mucho imaginarme la película antes incluso de empezar a rodarla, así que cuando llego al rodaje, al haber trabajado durante tres años en la música y el guion, conozco con exactitud ambos mundos y sé combinarlos". En el momento en que llegó al rodaje de la película, una parte importante de la música había sido compuesta. Tykwer contrató a una pequeña orquesta y grabó la realización de la partitura. Tykwer tocó la música grabada en el plató para que la gente pudiera explorar la atmósfera y el mundo acústico de la película mientras estaban actuando en él.
La música también fue utilizada en lugar de música de ambiente durante la edición.

## Lanzamiento

### Mercadotecnia
Para coincidir con el estreno de la película, la empresa europea de ropa y fragancias Thierry Mugler lanzó una muestra de perfume Estuche-15. Los perfumes eran una colaboración entre Pierre Aulas, Thierry Mugler, Christophe Laudamiel de International Flavors & Fragrances y Christoph Hornetz. Laudamiel había leído la novela en 1994 y comenzó a recrear los olores de ella en el año 2000, por lo que Hornetz se unió al proyecto en 2002 (14 de las fragancias se inspiraron en la novela y el cine, la número 15 se lanzó como un potenciador de aroma, aunque también pueden ser usadas por sí solas).
Los aromas se representaron como perfumes que incluyeron París en 1739, un ombligo de virgen, un bebé limpio y cuero. El estuche fue lanzado como una edición limitada de 1300 cajas, las cuales se pusieron a la venta a $ 700 dólares cada una; todos los conjuntos se vendieron.

### Taquilla
La película fue todo un éxito financiero y recuperó con creces la inversión, especialmente en Europa, habiendo ganado $ 135.039.943 dólares en todo el mundo.
Se estrenó en Alemania el 14 de septiembre de 2006 y fue número uno en la taquilla en sus tres primeras semanas. La película hizo $9.700.000 dólares en su primer fin de semana y se estima que 1.040.000 personas vieron la película en sus primeros cuatro días de exhibición en Alemania. La película terminó vendiendo más de cinco millones de entradas y recaudó $53.125.663 dólares, la más alta recaudación bruta para una película dramática alemana. El fuerte rendimiento de la película en Alemania fue atribuido en parte a una campaña de mercadeo muy grande y a los numerosos estrenos en todo el país.
En comparación, la película tuvo un mal desempeño en Estados Unidos. El filme se proyectó en un teatro de tres estrenos limitados el 27 de diciembre de 2006, antes de ser ampliado a 280 salas el 5 de enero de 2007. La película terminó su temporada teatral en Estados Unidos el 1 de marzo de 2007, teniendo la modesta recaudación de $2.223.293 dólares en general. El crítico Roger Ebert atribuyó su pobre desempeño en las taquillas de Estados Unidos debido a que la película "perdió en la carrera de la Navidad".

### Distribución
El perfume fue lanzada en DVD (en tres configuraciones) y HD DVD en Alemania por Resalte el 15 de marzo de 2007. La edición estándar en DVD y el de HD DVD contiene la película y tres temas de comentarios de audio - uno por Tykwer, uno por el diseñador de producción Uli Hanisch y su asistente Karla Kai Koch, y uno por Griebe y el editor Alexander Berner.
Los dos discos DVD extra tienen características de edición especial e incluyen el comentario de audio con las mismas pistas como en la edición estándar, un making-of, entrevistas con el elenco y la dirección, y seis cortometrajes. El DVD fue lanzado también en un número de edición limitada llamada "Fascina el olfato" que se incluyó en una caja de madera que contenía cinco pequeñas botellas de perfumes Thierry Mugler, y que contenía además tanto el mismo material del DVD como la edición especial. Solo estaban disponibles 7.777 unidades y se vendieron exclusivamente por Müller. Una versión de la película en disco Blu-ray contenía las mismas características extra que la edición especial de DVD, y fue lanzada el 8 de noviembre de 2007. El DVD vendió 300.000 unidades en sus primeros 14 días de exhibición en Alemania y se vendieron 600.000 unidades el 22 de mayo de 2007. Al 15 de mayo de 2009, millones de lectores de DVD 1.15 y de unidades Blu-ray de la película han sido vendidos en el país.
En Estados Unidos, 387.520 unidades de DVD se han vendido hasta el momento; esto se traduce en $7.547.755 de dólares en ingresos.

## Recepción

### Respuesta crítica
La película dividió ampliamente a los críticos, con cierta predominancia de criterios negativos del público estadounidense.
A partir de 131 comentarios recogidos por la página web Rotten Tomatoes, la película tiene un índice de aprobación general de la crítica de  59%, con un promedio de puntaje de 6.2/10. Entre Cream of the Crop, del sitio web especializado Rotten Tomatoes, que consiste en notables críticos populares de los principales periódicos, sitios web, televisión, y programas de radio, la película tiene un índice de aprobación general del 44%.
El sitio web Metacritic, que asigna una puntuación de promedio ponderado de 100 a las reseñas de los críticos más reconocidos, la película recibió una puntuación media de 56% sobre la base de 30 comentarios.
Bernard Besserglik, de The Hollywood Reporter, describe la película como "visualmente exuberante, una historia de movimiento rápido", indicando así que el director "tiene un sentido seguro de espectáculo y, a pesar de sus defectos, la película mantiene su marcado dominio". Dan Jolin, de la revista Empire, dio a la película cuatro de cinco estrellas y dijo: "La conclusión hace extraña que resulte un tanto oblicua, pero El perfume es una fiesta para los sentidos. Uno puede olfatearla con los ojos...". A.O. Scott, de New York Times, le dio a la película una crítica negativa, diciendo: “Refinada y provocativa, El perfume: historia de un asesino nunca se eleva por encima de lo peatonal desde su fina vanidad". Scott dijo también que Whishaw "no logra hacer de Grenouille una víctima digna de lástima o un monstruo fascinante. [...] En la película se encuentra con que es muy floja, austera y repelente".
James Berardinelli, de Reelviews.net, le dio a la película dos y media de cuatro estrellas, diciendo: "Hay un recurso fascinante de cara al estilo del director en sí, incluso si las imágenes se muestran a menudo repugnantes. Desafortunadamente, Tykwer está trabajando con un guion defectuoso e incluso en la detención de imágenes no puede compensar la mayoría de la historia esquizofrénica de la película". Roger Ebert le dio a la película cuatro estrellas de un total de cuatro y escribió: "Tuvo la imaginación para contarla, el valor para filmarla, inteligencia para actuarla, y le dio a la audiencia la curiosidad suficiente que requiere sobre la peculiaridad de la obsesión". Ebert más tarde llamó a El perfume como "la película más subestimada del año".
Boyd van Hoeij, de Europa Films.net, dijo: "Fue una sana decisión de Tykwer preferir la artesanía tradicional sobre el exceso de imágenes generadas por computadora y un inteligente guion que se ciñe muy cerca al espíritu de la novela, de dicha manera pone a El perfume delante de sus competidores". Van Hoeij más tarde calificó a El perfume: historia de un asesino como una de las diez mejores películas de 2006. Derek Ellet, de la revista Variety, dijo que la adaptación de la película era "extremadamente fiel", pero consideró que la cinta era "un poco demasiado larga" y dijo que "se han tomado muchas libertades de las que se deberían para hacer la nueva obra en la pantalla".
Los comentarios sobre el elenco también fueron mixtos. La interpretación de Whishaw fue elogiada por muchos críticos. Boyd van Hoeij dijo que Whishaw era "una revelación en un papel difícil que es en su mayoría mudo y ciertamente feo". Mick La Salle, de San Francisco Chronicle, dijo que "Whishaw logra que el repulsivo protagonista sea completamente repugnante, que es probablemente un testimonio de su capacidad de actuar".
Sin embargo, el papel de Dustin Hoffman como Baldini fue desacreditado por varios críticos de su país. Carina Chocano, de Los Angeles Times, llamó a su actuación como "un desconcertante kitsch (acto artístico de mal gusto) y de lejos". Por el contrario, el desempeño de Rickman como Antoine fue bien recibido.

### Distinciones
Aunque El perfume: historia de un asesino pasó desapercibida y sin mayor novedad entre las nominaciones a los mayores premios cinematográficos de 2007 en Estados Unidos, en Europa sucedió todo lo contrario.
Fue nominada a cinco Premios Saturn en los 33ª Saturn Awards como Mejor Película de Acción / Aventura / Suspenso, Mejor director (Tom Tykwer), Mejor Guion (Andrew Birkin, Bernd Eichinger, Tom Tykwer), Mejor Actriz de Reparto (Rachel Hurd-Wood) y Mejor Música (Tom Tykwer, Johnny Klimek, Reinhold Heil). En los European Film Awards de 2007, Frank Griebe ganó el premio a la mejor fotografía y Uli Hanisch ganó el Premio de Academia de Cine Europeo de Excelencia por su trabajo de diseño de producción. La película también recibió nominaciones en los People's Choice Awards, en las categorías como Mejor Actor (Ben Whishaw) y Mejor Compositor (Tykwer, Klimek, Heil).
En los Premios de Cine de Alemania de 2007, la película ganó el premio de Plata a la Mejor Película de Cine y los premios a la Mejor Fotografía, Mejor Diseño de Vestuario, Mejor Montaje, Mejor Diseño de Producción y Mejor Sonido. También recibió nominaciones a la Mejor Dirección y Mejor Música de Cine.
En los Premios de Cine de Baviera de 2007, Tykwer y Hanisch ganaron galardones en las categorías a Mejor Director y Mejor Diseño de Producción, respectivamente.